# Sarcasmo
Il sarcasmo è una figura retorica tagliente e amara che, attraverso sottili intonazioni vocali e termini scelti appositamente, si prende giocosamente gioco di qualcuno o qualcosa con l'intento di mettere in ridicolo o umiliare. L'effetto può essere reso più incisivo accentuando alcune parole o parti dell'affermazione. 

## Origini
La parola deriva dal tardo latino, sarcasmus, che a sua volta deriva dal greco antico sarkasmos, da sarkazein - mordersi le labbra per la rabbia-. A sua volta il termine è una derivazione di sarx, carne.
Sarcasmo letteralmente può essere reso con "tagliare un pezzo di carne da qualcuno".
È proverbialmente nota come la "più bassa forma di arguzia" (una frase a volte attribuita erroneamente a Oscar Wilde, ma di cui non è nota la provenienza). Nel 1983, Leonard Rossiter ha pubblicato un libro dal titolo The Lowest Form of Wit (ISBN 0-7221-7513-2) che include la storia e le regole del sarcasmo, nonché numerosi commenti sarcastici da parte di personaggi famosi.

## Uso
Il termine è spesso usato a sproposito come sinonimo di ironia. L'ironia si riferisce però allo stravolgimento del significato letterale delle parole, mentre il sarcasmo è denotato dall'intento volontariamente beffardo dell'affermazione.
È possibile essere ironici senza essere sarcastici, non viceversa: dipende da quale valore si attribuisce alle parole usate.
Il sarcasmo è anche confuso con il cinismo: mentre il secondo è caratterizzato da una visione nichilistica della vita e delle persone, il sarcasmo può avere connotazione positiva.
In pratica l'ironia non è altro che l'affermazione di un qualcosa che però sta a significare il suo contrario, mentre il sarcasmo sta ad indicare un'affermazione beffarda volontaria. Il sarcasmo consiste nel fingere di prendere in seria considerazione un'affermazione ritenuta sbagliata, per sottolinearne l'assurdità. Assomiglia alla satira, ma si differenzia perché la satira è palesemente una presa in giro, mentre il sarcasmo si svela solo alla fine del discorso. Per questo una persona sarcastica può essere confusa con uno che crede in quello che dice, se si prolunga nella finzione. Perciò una bella battuta di sarcasmo deve essere breve, tagliente e facilmente comprensibile all'ascoltatore. A differenza del cinismo, della satira e dell'ironia, il sarcasmo non può essere de-contestualizzato. In altre parole, una battuta di sarcasmo funziona prevalentemente in forma orale. Il sarcasmo è una forma di personificazione dell'assurdità, come far credere all'interlocutore di essere stati convinti dalla sua esposizione a tal punto da arrivare a conclusioni chiaramente assurde, con l'intento di dimostrare l'infondatezza del concetto originario. Un esempio: "Hai ragione ad affermare che gli asini volano, ne ho visto uno stamattina che solcava i cieli".

## Sarcasmo nella comunicazione scritta
Poiché è basato sulla comunicazione vocale, il sarcasmo può essere difficile da comprendere in forma scritta, e può essere male interpretato. In letteratura, è una delle espressioni più difficili da descrivere, per cui alle volte ci si aiuta mettendo la parola o la frase tra virgolette (""), ma sta alla bravura dello scrittore poter rendere l'esatta misura del sarcasmo. Nella comunicazione moderna, resa più svelta da Internet, l'intonazione della voce è spesso sostituita con l'aggiunta di una emoticon, solitamente la linguaccia, per dare una valenza particolare alla frase. Altri metodi sono l'evidenziazione delle parole con grassetto, corsivo o sottolineature, o con caratteri speciali come *asterischi* o <freccette>. Per indicare una frase sarcastica nelle comunicazioni via Internet si usa talvolta una sintassi mutuata dall'XML, facendola seguire dal tag di chiusura </sarcasm>, spesso semplificato omettendo le parentesi angolate (/sarcasm) o semplicemente abbreviato alla prima lettera (/s).
In alcuni casi, come forum Internet o Usenet è diffuso anche il metodo di utilizzare palesi errori di scrittura o espressioni dialettali per mostrare una falsa ignoranza.
Nel Regno Unito, i DVD e i programmi televisivi sono sottotitolati per i non udenti con l'uso di (!) (un punto esclamativo tra parentesi) che segue la frase e indica un evidente intento ironico o sarcastico percettibile solo col tono di voce.